# Вінслоу Голл (веслувальник)
Вінслоу Голл (англ. Winslow Hall, 15 травня 1912 — 27 грудня 1995) — американський академічний веслувальник.
Олімпійський чемпіон 1932 року в складі вісімки.